# Abbiate (cognome)
Abbiate è un cognome di lingua italiana.

## Varianti
Abbiati.

## Origine e diffusione
Il cognome è tipicamente lombardo
Potrebbe derivare dal toponimo Abbiategrasso.

## Persone
- Guidotto de Abbiate – arcivescovo cattolico italiano
- Louis Abbiate – compositore e musicista monegasco
- Mario Abbiate – politico italiano, ministro del Regno d'Italia nel Governo Nitti II